# Oerlikon Skyranger

Oerlikon Skyranger là một hệ thống phòng không tầm ngắn của hãng Rheinmetall, có thể được tích hợp như một hệ thống tháp trên xe bánh lốp bọc thép Boxer GTK hoặc xe thiết giáp chiến đấu bánh xích Lynx. Vai trò của nó là cung cấp cho các đơn vị bộ binh một hệ thống di động có khả năng bắng hạ các máy bay, các hệ thống máy bay không người lái (UAS) nhóm I và II và tên lửa hành trình. 

## Phát triển
Năm 2018 tại hội chợ vũ khí, thiết bị quân sự Eurosatory một hệ thống tháp độc lập Skyranger 35 gắn trên xe Boxer GTK được giới thiệu. Nó nặng 4,25 tấn, được điều khiển bởi 2 người ngồi trong chiếc xe. Nó có loại pháo ổ xoay Oerlikon 35 mm, góc tầm từ -10 đến +85 độ, tầm bắn 4 km. Loại pháo được thiết kế đặc biệt để bắn đạn AHEAD (Advanced Hit Efficiency And Destruction), một loại đạn nổ mảnh do Rheinmetall phát triển.

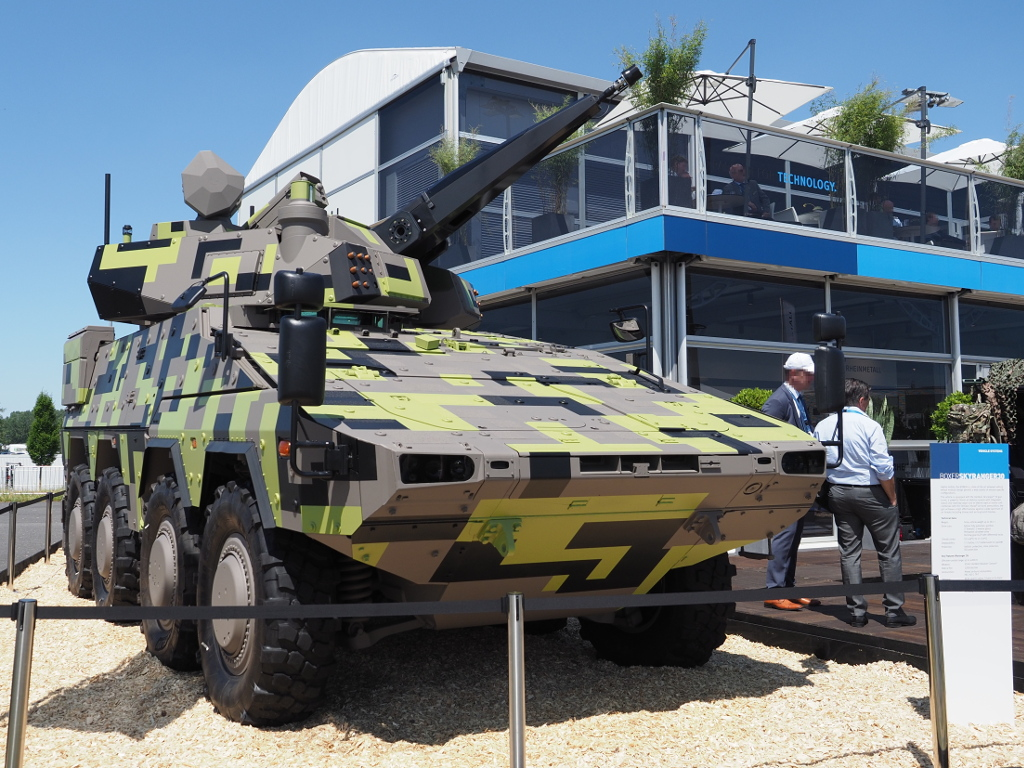
Skyranger 30 gắn trên một chiếc Boxer

Tháng 3 2021, Rheinmetall giới thiệu Skyranger 30 nhẹ hơn, nặng 2,25 tấn, có thể được chở trên các loại xe bánh 6X6. Nó có súng ổ quay tốc độ cao KCE-ABM 30mm, dược thiết kế đặc biệt để bắn đạn xuyên không lập trình 30mm x 173, Góc tầm từ -10 đến +85 độ, tầm bắn 3 km, ngắn hơn Skyranger 35, nhưng có thể bắn với tốc độ 1.200 phát mỗi phút. Tháp pháo Skyranger 30 cũng có thể được trang bị hai tên lửa phòng không tầm ngắn SHORAD, tăng gấp đôi phạm vi tác chiến của hệ thống lên 6.000 mét. Bộ cảm biến bao gồm một radar tìm kiếm AESA hiện đại tích hợp vào tháp pháo, hệ thống kính ngắm quang điện tử và một tùy chọn là hệ thống Tìm kiếm và Theo dõi hồng ngoại tốc độ cao (FIRST), sử dụng máy quét hồng ngoại hình parabol của Rheinmetall. 

## Nước sử dụng
Theo giám đốc Rheinmetall Armin Papperger hiện có 2 hệ thống Skyranger đang được triển khai ở Ukraine.